# Nardostachys
Nardostachys es un género de plantas con flores perteneciente a la antigua familia Valerianaceae, ahora subfamilia Valerianoideae. Comprende cuatro especies descritas y de estas, solo 2 aceptadas.

## Taxonomía
El género fue descrito por Augustin Pyrame de Candolle y publicado en Prodromus Systematis Naturalis Regni Vegetabilis 4: 624. 1830.

## Especies aceptadas
A continuación se brinda un listado de las especies del género Nardostachys aceptadas hasta octubre de 2013, ordenadas alfabéticamente. Para cada una se indica el nombre binomial seguido del autor, abreviado según las convenciones y usos.
- Nardostachys chinensis Batalin
- Nardostachys jatamansi DC.